# أوراس للطيران
أوراس للطيران هي مدرسة لتكوين الطيارين تقع بمدينة باتنة في الجزائر. معتمدة من طرف وزارة النقل الجزائرية.

## التأسيس
أسست هذه المدرسة سنة 2000، حيث تم اعتمادها من طرف الوزارة المكلفة بالطيران المدني تحت رقم 001. خلال العشر سنوات الأولى بعد إنشائها كان نشاط المدرسة محدودا.إلى أن أتخت وزارة النقل سنة 2010 قرارا يجبر شركات الطيران العمومية على تكوين طياريها داخل الجزائر.

## الموقع
منشأت التدريس الخاصة بهذه المدرسة متواجدة بالمنطقة الصناعية لمدينة باتنة، كما تتوفر المدرسة على هياكل لإيواء الطلب والمتربصين.

## الطائرات وتجهيزات التدريب
يتكون سرب الطائرات الخاص بالمدرسة من طائرات من نوع بايبر-38، بايبر-28، ساسنة-150 وساسنة-340. وهي مرابطة بمطار باتنة. كما تتوفر المدرسة على محاكي طيران.